# Shirakawa
Cesarz Shirakawa (jap. 白河天皇 Shirakawa tennō; ur. 7 lipca 1053, zm. 24 lipca 1129) – 72. cesarz Japonii, według tradycyjnego porządku dziedziczenia.
Shirakawa panował w latach 1073–1087.
Mauzoleum cesarza Shirakawa znajduje się w Kioto. Nazywa się Jōbodai-in no misasagi.

## Dzieci
- 1074–1077 książę Atsufumi (敦文親王)
- 1075–1105 książę Kakugyō, Kakugyō hosshinnō (覚行法親王) – kapłan buddyjski
- 1076–1096 księżniczka (媞子内親王 – późniejsza cesarzowa Ikuyoshi (郁芳門院)
- 1076–1131 księżniczka Rokkaku (善子内親王) – saigū
- 1078–1144 księżniczka (令子内親王) – saigū
- 1079–1107 książę Taruhito (善仁親王) – późniejszy cesarz Horikawa
- 1081–1156 kiężniczka (禛子内親王) – Tsuchimikado Sai'in (土御門斎院)
- 1090–???? księżniczka(宮子内親王) – Sai'in (斎院)
- 1092–1153 ksiażę (覚法法親王) – kapłan buddyjski
- 1093–1132 księżniczka Junko (恂子内親王) – Higuchi saigū 樋口斎宮
- 1094–1137 książę Shōehō (聖恵法親王) – kapłan buddyjski
- 1101–1165 Gyōkei (行慶) – wysoki kapłan Shintō